# Sidhpur
Sidhpur és una ciutat i municipalitat del districte de Patan, al Gujarat, Índia, a la vora del riu Sarasvati. És capçalera de la taluka de Sidhpur. Al cens del 2001 la població era de 53.581 habitants. Se l'anomena Sri-sthal (Plaça pietosa) i als Rig Veda se l'anomena com Dashu i segons la llegenda el savi Vyashya va donar els seus ossos a la deïtat Indra a Sidhpur. Sidhpur es considera també situada a la unió dels rius Ganges i Saraswati. Al Mahabharata, s'esmenta que els pandaves van visitar la ciutat durant el seu exili.
Al segle IV i V s'hi van establir els gurjara iranians. Al segle x, sota el governants solanki, la ciutat va arribar al seu zenit i Sidhraj Jaisingh va construir allí la seva capital (Sidhpur literalment vol dir Ciutat de Sidhraj); va construir un temple dedicat a Siva, palaus i una torre que es diu que tenia 80 metres; va portar bramans de Mathura i els va establir a la ciutat. Al segle xii Muhammad de Ghur va destruir la ciutat en el seu camí cap a Anhilvara. Sota el sultanat de Delhi va estar governada per un sobirà vassall que residia a Palanpur. Sota els sultans musulmans de Gujarat era un lloc de pelegrinatge i molt venerat pels hindús, però el 1414 el sultà Ahmad I Shihab al-Din ibn Tatar Khan (1410-1442) la va destruir. Al segle xvi va passar als mogols.